# (73208) 2002 JK19
(73208) 2002 JK19 – planetoida z pasa głównego asteroid okrążająca Słońce w ciągu 3,48 lat w średniej odległości 2,29 j.a. Odkryta 7 maja 2002 roku.